# Le Cateau-Cambrésis
Le Cateau-Cambrésis es una población y comuna francesa, en la región de Norte-Paso de Calais, departamento de Norte, en el distrito de Cambrai y cantón de Le Cateau-Cambrésis. La ciudad es particularmente conocida por ser la localidad natal del pintor y artista Henri Matisse.

## Historia
Perteneció a los Países Bajos de los Habsburgo desde 1543, saqueada por Francia en 1555 y 1642. La Paz de Cateau-Cambrésis, firmada en esta ciudad en 1559 entre Francia, España e Inglaterra, supuso el fin de las guerras italianas que se llevaban librando desde 1494 en el continente europeo. Pasó por el tratado de Nimega a ser posesión francesa en 1678. Durante la Primera Guerra Mundial se desarrolló en las inmediaciones de la localidad la batalla de Le Cateau.

## Demografía
| 9055 | 9114 | 8804 | 8256 | 7703 | 7460 |
| Para los censos de 1962 a 1999 la población legal corresponde a la población sin duplicidades (Fuente: INSEE [Consultar]) |      |      |      |      |      |